# Стрембо
Стрѐмбо (на италиански: Strembo; на ладински: Stremp, Стремп) е село и община в Северна Италия, автономна провинция Тренто, автономен регион Трентино-Южен Тирол. Разположено е на 714 m надморска височина. Населението на общината е 557 души (към 2018 г.).